# Campionato sudamericano maschile under 19 di calcio 1967
Il Campionato sudamericano di calcio Under-19 1967, 4ª edizione della competizione organizzata dalla CONMEBOL e riservata a giocatori Under-19, è stato giocato in Paraguay.

## Partecipanti
Partecipano al torneo 9 delle 10 rappresentative nazionali affiliate alla Confederación sudamericana de Fútbol (non è presente la Bolivia under 19):
| - Argentina under 19 - Brasile under 19 - Cile under 19 - Colombia under 19 - Ecuador under 19 |  | - Paraguay under 19 - Perù under 19 - Uruguay under 19 - Venezuela under 19 |

## Città
La Federazione calcistica paraguaiana scelse come luogo deputato a ospitare la manifestazione la città di Asunción.

## Formato

### Fase a gironi
Le 9 squadre partecipanti alla prima fase sono divise in due gruppi, uno da quattro e uno da cinque, e si affrontano in un girone all'italiana con gare di sola andata. Passano alle semifinali le prime due classificate in ogni gruppo.
In caso di arrivo a pari punti in classifica, la posizione si determina seguendo in ordine:
- Differenza reti;
- Numero di gol realizzati;
- Risultato dello scontro diretto;
- Sorteggio.

## Fase a gironi
Legenda
|  | Qualificata alla fase successiva |

### Gruppo A
| Squadra            | P.ti | G | V | P | S | GF | GS | DR |
| ------------------ | ---- | - | - | - | - | -- | -- | -- |
| Paraguay under 19  | 4    | 3 | 2 | 0 | 1 | 8  | 4  | +4 |
| Argentina under 19 | 3    | 3 | 1 | 1 | 1 | 5  | 5  | 0  |
| Colombia under 19  | 3    | 3 | 1 | 1 | 1 | 5  | 5  | 0  |
| Venezuela under 19 | 2    | 3 | 1 | 0 | 2 | 4  | 8  | -4 |

| Asunción 5 marzo 1967 | Paraguay | 4 – 0 | Venezuela |  |

| Asunción 6 marzo 1967 | Argentina | 1 – 1 | Colombia |  |

| Asunción 8 marzo 1967 | Venezuela | 3 – 1 | Colombia |  |

| Asunción 12 marzo 1967 | Paraguay | 3 – 1 | Argentina |  |

| Asunción 19 marzo 1967 | Colombia | 3 – 1 | Paraguay |  |

| Asunción 19 marzo 1967 | Argentina | 3 – 1 | Venezuela |  |

#### Spareggio per il secondo posto
| Asunción 22 marzo 1967 | Argentina | 0 – 0 | Colombia |  |

L'Argentina passa il turno per sorteggio.

### Gruppo B
| Squadra          | P.ti | G | V | P | S | GF | GS | DR |
| ---------------- | ---- | - | - | - | - | -- | -- | -- |
| Brasile under 19 | 6    | 4 | 3 | 0 | 1 | 7  | 3  | +4 |
| Perù under 19    | 5    | 4 | 2 | 1 | 1 | 8  | 5  | +3 |
| Cile under 19    | 4    | 4 | 2 | 0 | 2 | 5  | 7  | -2 |
| Uruguay under 19 | 3    | 4 | 1 | 1 | 2 | 5  | 7  | -2 |
| Ecuador under 19 | 2    | 4 | 1 | 0 | 3 | 4  | 7  | -3 |

| Asunción 3 marzo 1967 | Perù | 2 – 2 | Uruguay |  |

| Asunción 6 marzo 1967 | Ecuador | 2 – 1 | Brasile |  |

| Asunción 8 marzo 1967 | Perù | 3 – 1 | Cile |  |

| Asunción 11 marzo 1967 | Brasile | 3 – 1 | Uruguay |  |

| 11 marzo 1967 | Perù | 3 – 1 | Ecuador |  |

| Asunción 14 marzo 1967 | Uruguay | 1 – 0 | Ecuador |  |

| Asunción 14 marzo 1967 | Brasile | 2 – 0 | Cile |  |

| Asunción 17 marzo 1967 | Cile | 2 – 1 | Ecuador |  |

| Asunción 18 marzo 1967 | Brasile | 1 – 0 | Perù |  |

| Asunción 19 marzo 1967 | Cile | 2 – 1 | Uruguay |  |

## Fase finale

### Semifinali
| Asunción 26 marzo 1967 | Argentina | 1 – 0 | Brasile |  |

| Asunción 26 marzo 1967 | Paraguay | 2 – 1 | Perù |  |

### Finale
| Asunción 29 marzo 1967 | Argentina | 2 – 2 | Paraguay | Estadio Manuel Ferreira |

L'Argentina vince per sorteggio.